# Юрбаркас

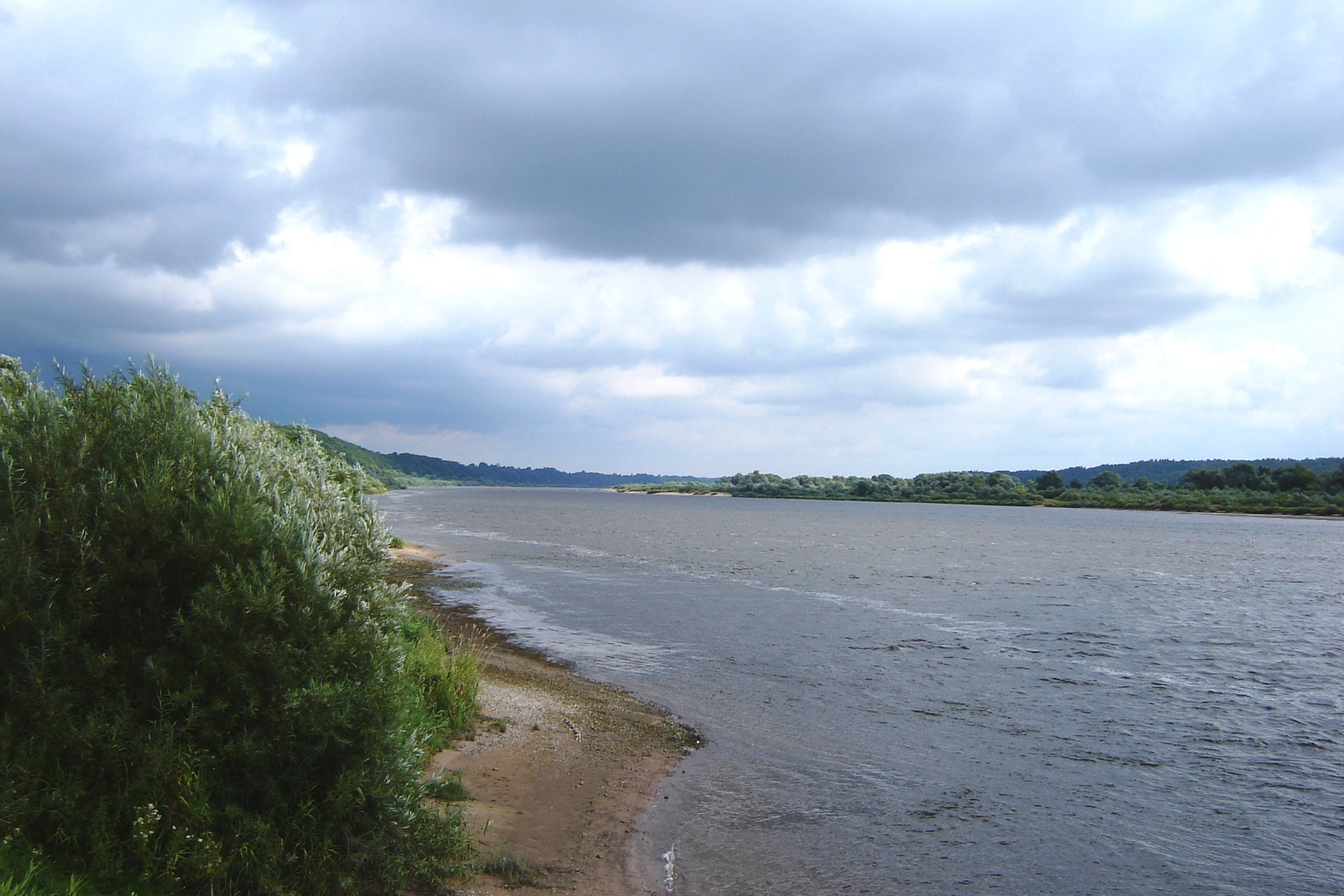
Річка Німан біля Юрбаркасу

Юрбаркас (нім. Georgenburg, лит. Jurbarkas, до 1917 офіційна назва Юрбург) — місто на заході Литви, адміністративний центр самоврядування Юрбарзького району Тауразького повіту. Юрбаркас знаходиться на території історичної землі Каршува, на правому березі Німана при впадінні в нього приток Мітува та Імсре. Юрбаркас став важливим транспортним вузлом після того, як у 1978 тут був побудований міст через Німан.

## Етимологія
Назва Юрбаркас походить від замку Орденсбург або Георгенбург, побудованого в 13 столітті.
"Jurbarkas" також мав багато похідних написань в різних мовах протягом своєї історії. Найпомітніші нелитовські назви міста включають: жемайтійською "Jorbarks", німецькою "Georgenburg", "Jurgenburg" і "Eurburg", польською "Jurbork".

## Історія

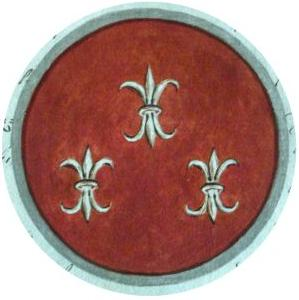
Юрбарський герб 1792 року

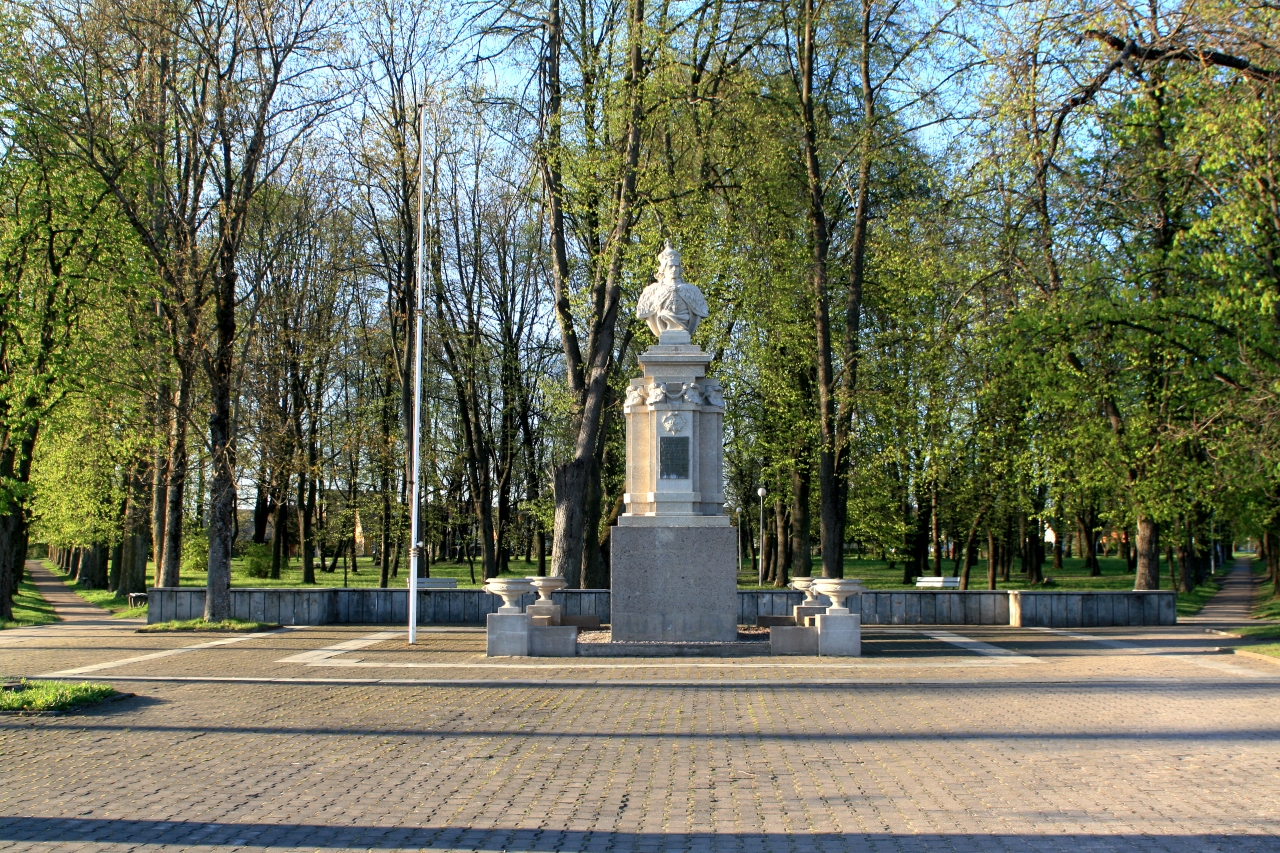
Пам'ятник Вітовту Великому

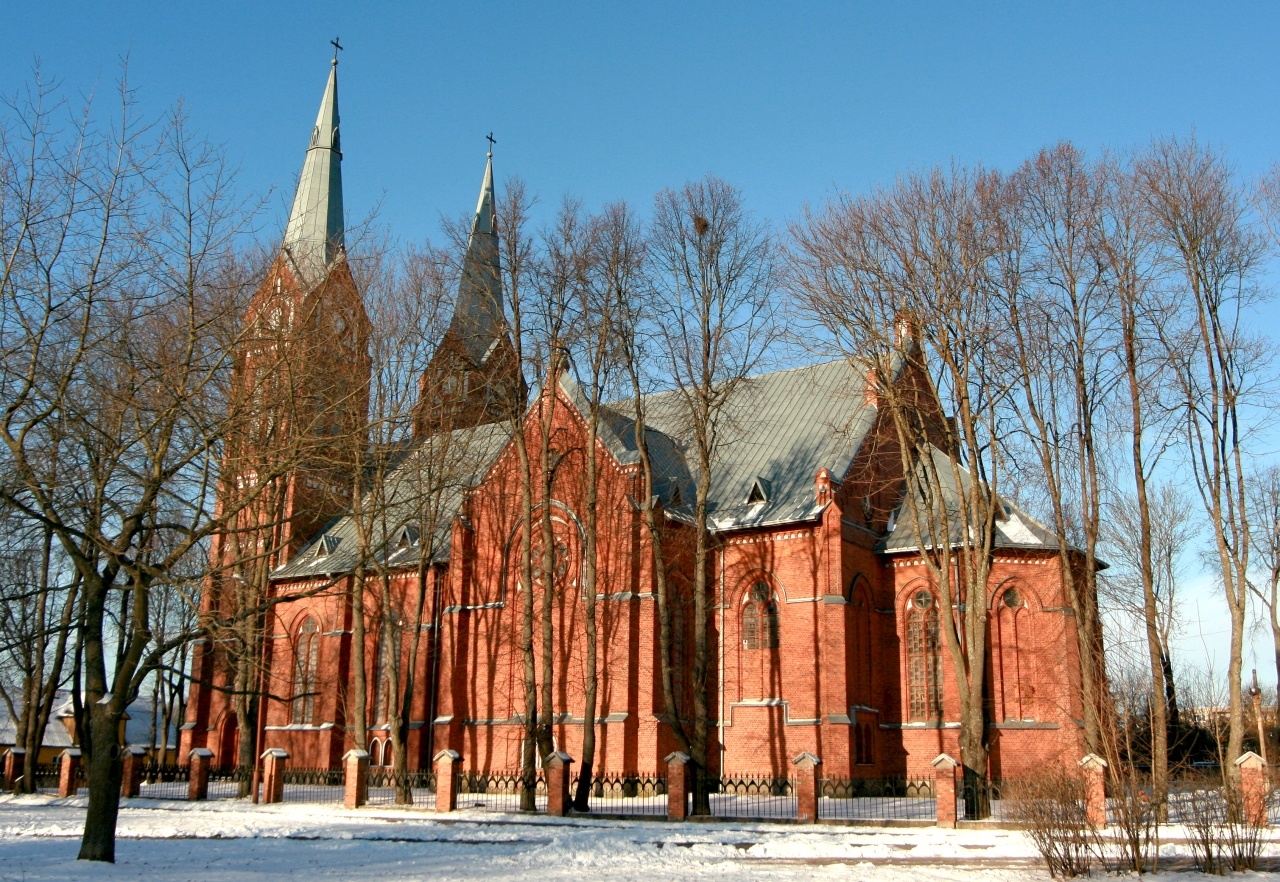
Церква Святої Трійці, Юрбаркас

Хоча Юрбаркас, за легендою про Палемонідів, був резиденцією литовських князів, вперше він був задокументований у 1259 як Орденсбурзький замок тевтонських лицарів Георгенбург («замок Георгія») на південний захід від злиття Мітуви та Німана. Цей замок був побудований за 3 км (1,9 милі) на захід від нинішнього міста на пагорбі, тепер відомому як Бішпілюкай, тоді як литовці побудували замок на пагорбі Бішпіліс біля річки Імсре.
Замок Георгенбург був зруйнований Великим князем Вітовтом у 1403 і більше не відновлювався. Регіон був включений до складу Литви згідно з Мельнською угодою 1422 р., і теперішнє місце почало розвиватися як місто Юрбаркас та митний пункт, зростаючи за рахунок експорту пиломатеріалів по Німану до герцогської Пруссії. У 1430 була побудована перша церква. Близько 1540 виникло нове поселення, у 1545 збудовано нову церкву та парафіяльну початкову школу. У 1561 р. Юрбаркас налічував 82 будинки. У 1569 в Юрбаркасі проживало близько 600 жителів, були невеликі крамниці та корчми, існував ринок. У 1586 р. відомий літописець Мацей Стрийковський став старостою Юрбаркаса. У 1611 король Сигізмунд ІІІ Ваза надав Юрбаркасу магдебурзьке право. У 1673 Юрбаркас налічував 56 будинків.
У 1795 Юрбаркас був анексований Російською імперією під час третього поділу Речі Посполитої і входив до складу Віленської губернії, згодом до складу Ковенської губернії (1843–1915). Зростання Юрбаркаса зупинилося протягом 19 століття, оскільки рух по Німану зменшився через розвиток залізниць. Місто було ненадовго звільнене від окупаційних російських військ повстанцями під час Листопадового повстання 1831 року. Через своє розташування на березі річки, Юрбаркас часто потерпав від повеней (зокрема у 1862). Від пожежі 1906 р. згоріло 120 будинків.
У 1941–1951 рр. радянські окупанти депортували 78 жителів Юрбаркаса. У роки литовського антирадянського партизанського опору (1944–1953) в Юрбаркасі та сусідніх районах діяв литовський "Laisvės gynėjų rinktinė" (Загін захисників свободи), що належав до партизанського Кейстутського військового округу.

## Населення
| Динаміка населення з 1823 по 2015 |        |          |          |          |          |          |
| 1823                              | 1885   | 1897пер. | 1904     | 1923пер. | 1939     | 1959пер. |
| 3000                              | 2869   | 7400     | 6490     | 4409     | 5200     | 4422     |
| 1970пер.                          | 1974   | 1976     | 1979пер. | 1989пер. | 2001пер. | 2011пер. |
| 6541                              | 10 500 | 11 200   | 10 644   | 14 310   | 13 797   | 13 287   |
| 2015                              | -      | -        | -        | -        | -        | -        |
| 11 335                            | -      | -        | -        | -        | -        | -        |
| Гістограма динаміки населення     |        |          |          |          |          |          |

## Відомі особистості
В місті народився:
- Ромуальдас Марцинкус (1907—1944) — литовський військовий пілот і футболіст.
- Вільям Зорах (1887—1966) — американський скульптор і художник-аквареліст.
- Вінцас Грибас (1890–1941), скульптор
- Ромуальдас Марцинкус (1907–1944), футболіст, військовий льотчик часів Другої світової війни, фахівець з повітряної розвідки.
- Мацей Стрийковський (бл. 1547 – бл. 1593), польсько-литовський історик, письменник і поет.
- Антанас Шабаняускас (1903–1987), провідний естрадний тенор.

## Міста-побратими
Юрбаркас - місто-побратим з:
- Crailsheim, Німеччина
- Кріулень, Молдова
- Hajnówka, Польща
- Laakdal, Бельгія
- Ліхтенберг, Німеччина
- Гміна Рин, Польща